# Бельгия на «Евровидении-1956»
Бельгия дебютировала в «Евровидении 1956», проходившем в Лугано, Швейцария, 24 мая 1956 года. На конкурсе страну представили Фуд Леклерк с песней «Messieurs les noyés de la Seine», выступивший под номером 3, и Мони Марк с песней «Le plus beau jour de ma vie», которая выступила десятой. Ни одна из песен не заняла первое место.
Комментаторами конкурса от Бельгии выступили Жанин Ламботт (INR), Нанд Барт (NIR). Мони и Фуд выступили в сопровождении оркестра под руководством Лео Сури.

## Внутренний отбор
Фуд Леклерк и Мони Марк были отобраны телеканалом RTBF.